# San Blas, Nayarit
San Blas är en kommunhuvudort i Mexiko.   Den ligger i kommunen San Blas och delstaten Nayarit, i den centrala delen av landet, 700 km väster om huvudstaden Mexico City. San Blas ligger 8 meter över havet och antalet invånare är 9 016.
Terrängen runt San Blas är platt åt nordväst, men åt nordost är den kuperad. Havet är nära San Blas åt sydväst.  San Blas är det största samhället i trakten.